# Изненада
Изненадата е краткотрайно емоционално състояние, което е резултат от преживяването на неочаквано събитие. Изненадата може да има всякаква валентност, тоест неутрална, приятна или неприятна. Според някои изследователи изненадата сама по себе си не може да бъде категоризирана като емоция.
Изненадата се изразява на лицето чрез следните черти:
- вежди, които са повдигнати, така че стават извити и високи;
- опъната кожа под веждите;
- хоризонтални гънки на челото;
- отворени клепачи: горният клепач и долният клепач са широко отворени, често показващи бялата склера отгоре и отдолу на ириса;
- увиснала челюст, така че устните и зъбите да се виждат отчасти без да има напрежение в устата.

Спонтанната изненада е често изразена само за части от секундата. Може да бъде последвана от емоция на страх, радост или смущение. Интензивността на изненадата е асоциирана с това до каква степен челюстта увисва, но устата може да не е отворена изцяло в някои случаи. Повдигането на веждите, поне за момента, е най-отличителния и предвидим знак за изненада.